# Baphuon

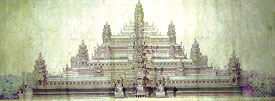
Zeichnung des Baphuon, wie er einmal ausgesehen haben mag, von Lucien Fournereau (1889)

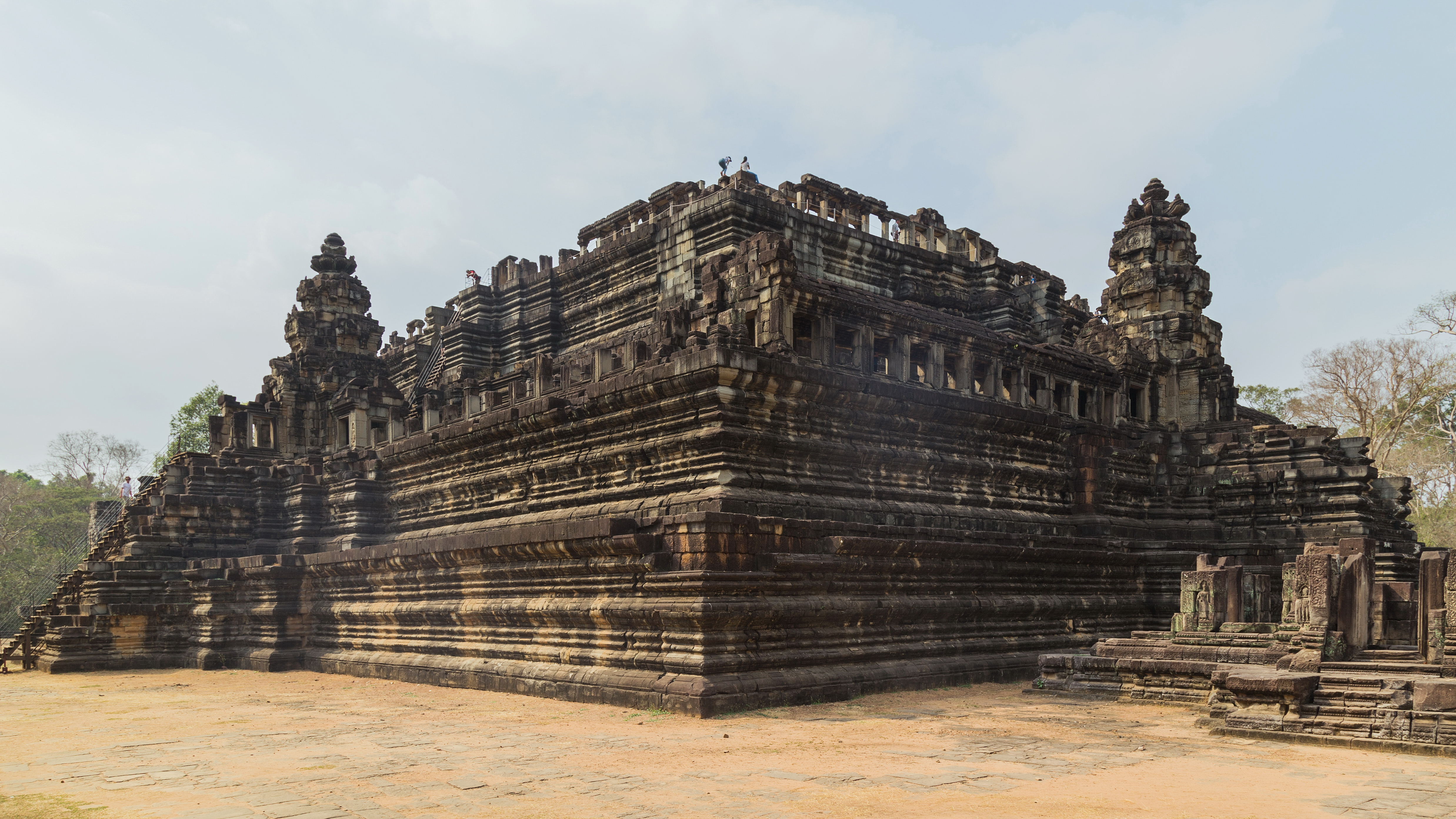
Der Baphuon heute

Der Baphuon (Khmer: ប្រាសាទបាពួន), ein Mitte des 11. Jahrhunderts zu Ehren des Hindu-Gottes Shiva erbauter monumentaler Tempelberg, gehört zu den wichtigsten Zeugnissen der Angkor-Zeit. Ursprünglich Mittelpunkt der Khmer-Hauptstadt Yasodharapura, liegt die archäologische Stätte heute in Angkor Thom nahe der kambodschanischen Stadt Siem Reap.

## Geschichte
König Udayadityavarman II. regierte das mächtige Khmer-Reich in den Jahren 1050–1066. Im Zentrum der Hauptstadt Yasodhapura (einer quadratischen Anlage, die etwas größer war als die später an ungefähr gleicher Stelle gelegene Hauptstadt Angkor Thom) ließ er den Staatstempel Baphuon bauen, einen Tempelberg außerordentlichen Formats, der sich zudem durch reizvollen Reliefschmuck auszeichnete, den ersten szenischen Darstellungen seit dem Bakong.
Noch in den Jahren 1296–1297 war der chinesische Diplomat Zhou Daguan so beeindruckt von dem Bauwerk, dass er schrieb: „Etwa ein Li (eine chinesische Meile oder einen halben Kilometer) nördlich des goldenen Turms befindet sich ein bronzener Turm. Er ist sogar höher als der goldene Turm und ein herrlicher Anblick.“ Mit „goldener Turm“ meinte Zhou den Bayon, mit „bronzener Turm“ den Baphuon.
Vermutlich war der Erdhügel, der den Kern des Bauwerks bildete, nicht stabil genug, und der Tempelberg stürzte im Lauf der folgenden Jahrhunderte ein. Etwa im 15. Jahrhundert gestaltete man die Westseite der Tempelterrasse in ein 70 m langes Flachrelief eines liegenden Buddha um, offenbar aus Steinen des kollabierten zentralen Turms.

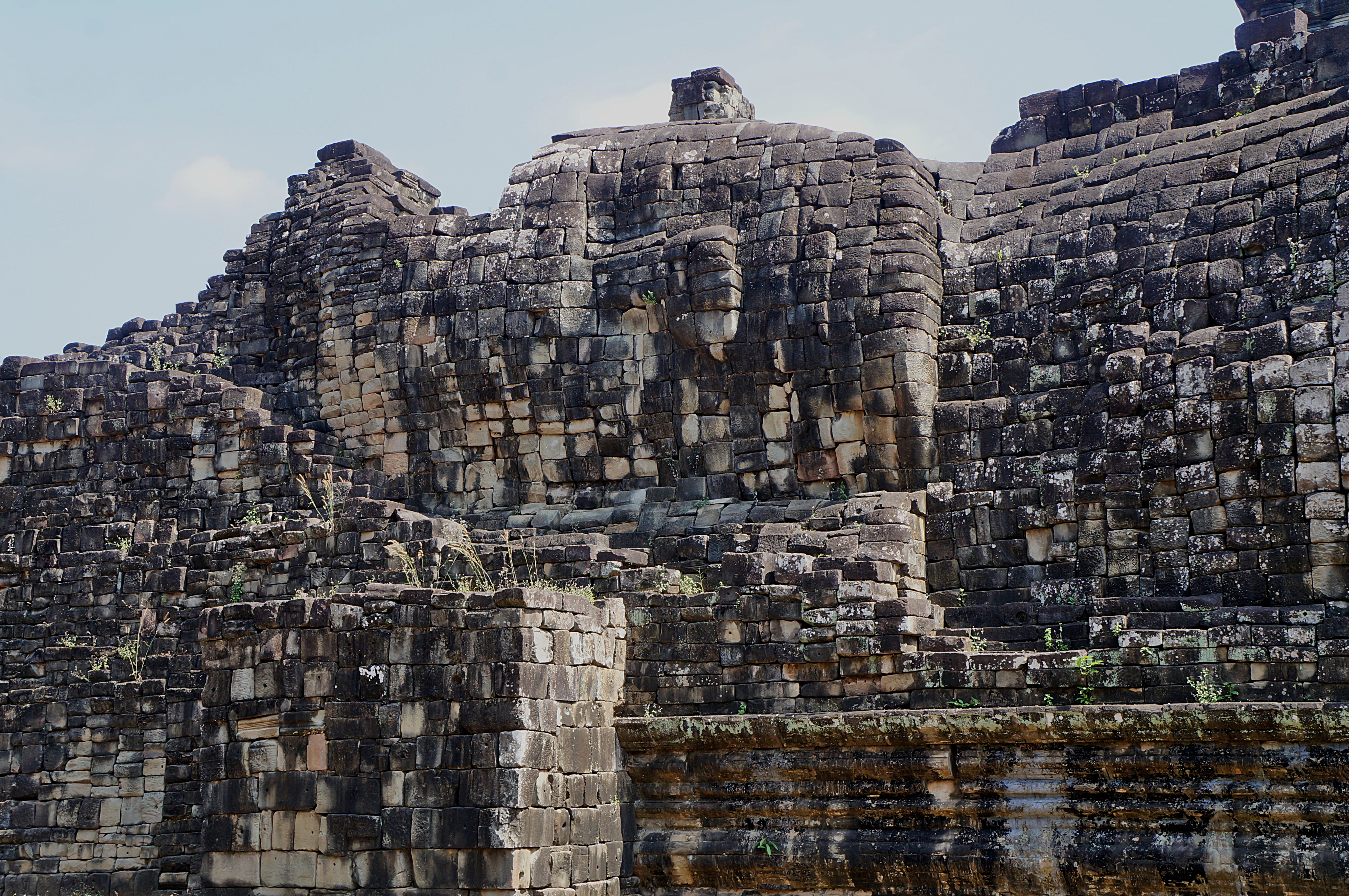
Kopf des liegenden Buddha

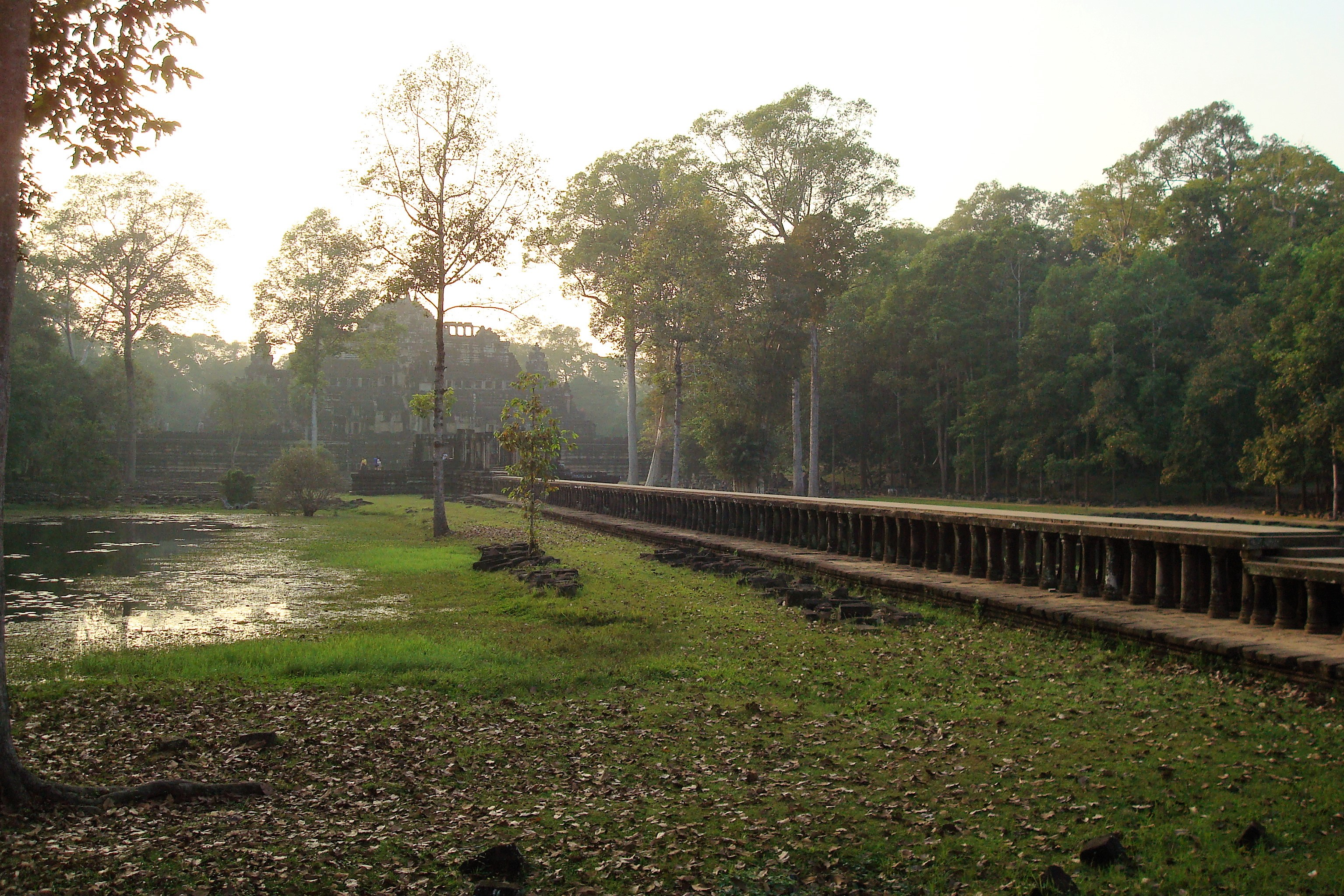
Steg, Pavillon und Tempelberg

1960 begann man, den mittlerweile fast komplett eingestürzten Baphuon mithilfe der Anastilosis-Methode zu rekonstruieren: ein grandioses Puzzlespiel, das durch die Machtergreifung der Roten Khmer unterbrochen wurde. Ab 1995 führte ein Team französischer Archäologen die Rekonstruktion fort; allerdings waren die Aufzeichnungen über die Positionen der bereits vorsortierten Steine nicht mehr aufzufinden, was die Aufgabe weiter erschwerte. 2011 wurden die Arbeiten erfolgreich abgeschlossen.

## Architektur
Der Baphuon liegt etwas nordwestlich des jüngeren Staatstempels Bayon, genauer: auf der Westseite der Allee, die vom Bayon mit seinen Gesichtertürmen (und damit vom Zentrum Angkor Thoms) nach Norden führt. Nördliche Nachbarin des Baphuon ist die ältere Tempelpyramide Phimeanakas. Als Baumaterial diente fast ausschließlich Sandstein – nur für den Kern des Berges wurde Erde, für einige Mauern Laterit verwendet. Die äußerste Einfriedung umschreibt ein von Osten nach Westen gelagertes, 125 × 425 m großes, ungewöhnlich langgezogenes Rechteck. Im Osten, unmittelbar an der Allee, liegt das monumentale Haupttor. Sicherlich war der Pavillon, den man nach etwa zwei Dritteln des Weges zum Tempelberg durchschreitet, der ursprüngliche Hauptzugang zum Baphuon – später wurde die eingefriedete Fläche bis an die neue Allee vorgezogen und dort ein neuer Torbau errichtet.
Der 172 m lange Steg, der zum Pavillon und weiter zum Tempelberg führt, besteht aus großen Sandsteinplatten auf dreireihig angeordneten runden Sandsteinsäulen – wohl der steinerne Nachbau hölzerner Stege, wie sie bis heute kambodschanische Pfahlbaudörfer durchziehen. Am Ende des Steges erreicht man eine Terrasse, 100 × 120 m groß, die Basis einer Pyramide, deren vier Stufen eine Höhe von 24 m erreichen. Die Terrasse sowie die zweite und vierte Stufe der Pyramide sind jeweils von Galerien mit Gopura (Tortürmen) und Ecktürmen umgeben. An allen vier Flanken, immer von Torturm zu Torturm, führen Treppen empor. Der Prasat (Turm) auf der obersten Ebene, dessen mehrstufiger, annähernd kreuzförmiger Sockel gut erkennbar ist, muss sich einst 50 m über die Umgebung erhoben haben.
Die Reliefs mit Szenen aus hinduistischen Mythen, „naiv und reizvoll, genau beobachtet und voller Fantasie – ein Höhepunkt der Relief-Kunst“, befinden sich im Pavillon und in den Galerien.

## Informationsbasis